# Pedro Ivo Veloso da Silveira
Pedro Ivo Veloso da Silveira (1811 - Alto Mar, 3 de março de 1852) foi um militar e revolucionário brasileiro conhecido por liderar a Revolução Praieira.
Foi homenageado por Álvares de Azevedo no famoso poema "Pedro Ivo".

## Biografia
Líder da Revolução Praieira em Pernambuco, juntamente com Borges da Fonseca e Nunes Machado, tentou conquistar a capital da Província, Recife, sem, contudo, lograr sucesso. Marchou em seguida sobre a Paraíba, tentando ocupá-la, sendo batido pelas forças imperiais. Após a derrota do movimento em Abril de 1850, ainda resistiu por dois anos, num sistema de guerrilhas, que ficou conhecido como "guerra das matas" (por ocorrer nas matas de Água Preta), até se entregar sob promessas de anistia que se mostrariam falsas.
Segundo o livro "História da Revolução Praieira", de Fernando Segismundo, Pedro Ivo, como miltar a serviço do Império, combatera no Pará contra os Cabanos, bem como em outras províncias. Essas lutas teriam ajudado a forjar a sua consciência política, que o levou a mais tarde tomar a defesa das massas miseráveis, com a bravura que lhe era peculiar.
Confiante na anistia prometida pelo Império aos revoltosos, o capitão Pedro Ivo entregou-se, recebendo voz de prisão. Negociou-se a sua ida para o Rio de Janeiro, onde esteve detido na Fortaleza de Santa Cruz. O Governo Imperial ofereceu-lhe anistia, desde que aceitasse permanecer por dez anos na Província do Pará, o que o Capitão Pedro Ivo não aceitou.
Com o auxílio de amigos, conseguiu evadir-se da prisão a 20 de Abril de 1851. Após permanecer algum tempo oculto em diversas localidades no vale do rio Paraíba, embarcou rumo à Europa no navio de bandeira italiana Vesúvio.
Faleceu durante a viagem sendo o seu corpo sepultado no mar, a 3 de Março de 1852.